# Alice Huyler Ramsey
Alice Huyler Ramsey, nacida Alice Taylor Huyler, (Hackensack, 11 de noviembre de 1886 – Covina, 10 de septiembre de 1983) fue la primera mujer en cruzar en automóvil los Estados Unidos de costa a costa.

## Biografía
Ramsey era la hija de John Edwin Huyler, un comerciante de madera, y Ada Mumford Farr. Entre 1903 y 1905 asistió a la Universidad de Vassar. 
En 1908, debido a su pasión por la conducción, su marido le compró un coche de la marca Maxwell. Y en septiembre de ese año condujo uno de los tres automóviles Maxwell que participaron en la carrera de resistencia de la Asociación Automovilística Estadounidense (AAA) en Montauk. Ramsey fue una de las dos únicas mujeres que participaron. Otro de los conductores de Maxwell era Carl Kelsey, que hacía publicidad de la compañía Maxwell-Briscoe. Durante la competición, Kelsey le propuso que intentara un viaje transcontinental, con el respaldo de la marca. Ella accedió y en 1909 la compañía le proporcionó un turismo para el viaje, así como asistencia y todas las piezas que necesitaba. El viaje se planteó como una acción publicitaria de Maxwell-Briscoe, que formó parte de un marketing específico para mujeres dentro de su estrategia empresarial. En aquella época, no era habitual animar a las mujeres a conducir coches.
El 9 de junio de 1909, con 22 años, Ramsey comenzó un viaje de más de 6.000 kilómetros desde Hell Gate en Manhattan hasta San Francisco conduciendo un Maxwell 30 de color verde. En su viaje de 59 días fue acompañada por sus dos cuñadas mayores y otra amiga, aunque ninguna de ellas podía conducir un coche. Llegaron a su destino el 7 de agosto, unas tres semanas más tarde de lo planeado, en medio de un gran revuelo.
El grupo de mujeres utilizó mapas de la Asociación Estadounidense del Automóvil para hacer el viaje. Sólo 244 de los más de 6.000 kilómetros que recorrieron estaban adoquinados. Durante el transcurso del camino, Ramsey cambió 11 neumáticos, limpió las bujías, reparó un pedal de freno roto y tuvo que dormir en el coche cuando este quedó atrapado en el barro. Las mujeres se guiaban por los postes de teléfono y elegían aquellos con más cables con la esperanza de que se dirigieran a una ciudad.
Durante el trayecto, vivieron todo tipo de situaciones complicadas: se cruzaron en Nebraska con la persecución de un asesino, Ramsey cogió chinches en un hotel de Wyoming, y en Nevada fueron rodeadas por un grupo de cazadores nativos americanos que llevaban arcos y flechas. En San Francisco, las multitudes las aguardaban en el hotel St. James. Ramsey fue nombrada la "Conductora del Siglo" por la AAA en 1960. Años más tarde, vivió en West Covina donde en 1961 escribió y publicó la historia de su viaje, "Veil, Duster, and Tire Iron". Entre 1909 y 1975, Ramsey condujo a través del país más de 30 veces.
Ramsey se casó con el congresista John R. Ramsey de Hackensack el 10 de enero de 1906 con quien tuvo dos hijos, John Rathbone Ramsey, Jr. (1907–2000) y Alice Valleau Ramsey (1910-2015), que se casó con Robert Stewart Bruns (1906–1981).
Murió el 10 de septiembre de 1983, en Covina, California.

## Legado
El 17 de octubre del 2000, se convirtió en la primera mujer admitida en el salón de la Fama del Automóvil.

## Cita
"La buena conducción no tiene nada que ver con el sexo. Está por encima del cuello."

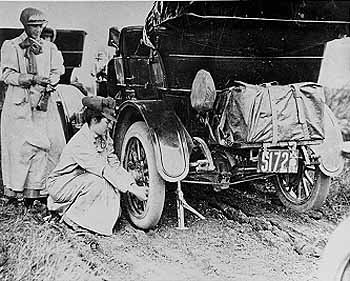